# Poa hirtiglumis
Poa hirtiglumis là một loài thực vật có hoa trong họ Hòa thảo. Loài này được Hook.f. miêu tả khoa học đầu tiên năm 1896.